# Apteromantis aptera
|  | Per a altres significats, vegeu «Àpter (desambiguació)». |

 Apteromantis aptera és una espècie d'insecte mantodeu de la família Mantidae.

## Distribució geogràfica
És endèmic de la península Ibèrica.